# Halcampogeton papillosus
Halcampogeton papillosus är en havsanemonart som beskrevs av Oscar Henrik Carlgren 1937. Halcampogeton papillosus ingår i släktet Halcampogeton och familjen Edwardsiidae. Inga underarter finns listade i Catalogue of Life.